# Víctor Manuel Jarpa
Víctor Manuel Jarpa Riveros (4 de junio de 1949) es un constructor civil, empresario y dirigente gremial chileno, presidente de la Cámara Chilena de la Construcción entre 1992 y 1994.
Realizó sus estudios en el colegio de los Padres Franceses de Manquehue y en la escuela de construcción civil de la Pontificia Universidad Católica. Antes de finalizar su educación superior emprendió su primer proyecto empresarial en una constructora concebida con un compañero de universidad. Tiempo después se incorporó a Desco.
En 1973 partió a Nicaragua a dirigir un proyecto de viviendas. A su regreso, junto a Alejandro y Guillermo Ruiz, formó Hidrosan, firma dedicada al negocio de la infraestructura sanitaria.
En 1991 asumió como vicepresidente de la CChC, acompañando a Alfredo Schmidt. Un año después pasó a liderar el gremio, cargo que mantuvo hasta 1994.
Tras su salida del puesto asumió responsabilidades en diversas áreas productivas, destacándose la presidencia del Instituto de la Construcción.